# Умберто Мазетті (музикант)
Умберто Августович Мазетті (1869, Болонья — 1919, Москва) — італійський вокальний педагог, співак (ліричний тенор), професор Московської консерваторії.
Навчався в Болонській консерваторії по класу фортепіано і композиції у Дж. Мартуччо. Надалі навчався співу у А. Бузі. Після закінчення консерваторії вів різнобічну музичну діяльність. Написав кілька опер, симфоній, які виконувалися в Болоньї та Римі під керівництвом автора. Його перу належить цикл романсів. Виступав він і як камерний співак.
Протягом п'яти років був асистентом в класі А. Буцці, в 1895-99 рр. — професор співу в Болонському музичному ліцеї.
Серед його учнів в Італії — Ріккардо Страччарі, Фернандо Карпі, Гея делла Гарізенда, Пеллічіоні, Я. Рубінштейн (син А. Г. Рубінштейна).
З 1899 жив у Росії, куди був запрошений і де стає одним з провідних професорів Московської консерваторії (1899—1919).
Серед його учнів в Москві — українська співачка Марія Феофанівна Шекун-Коломійченко.